# Syracuská univerzita

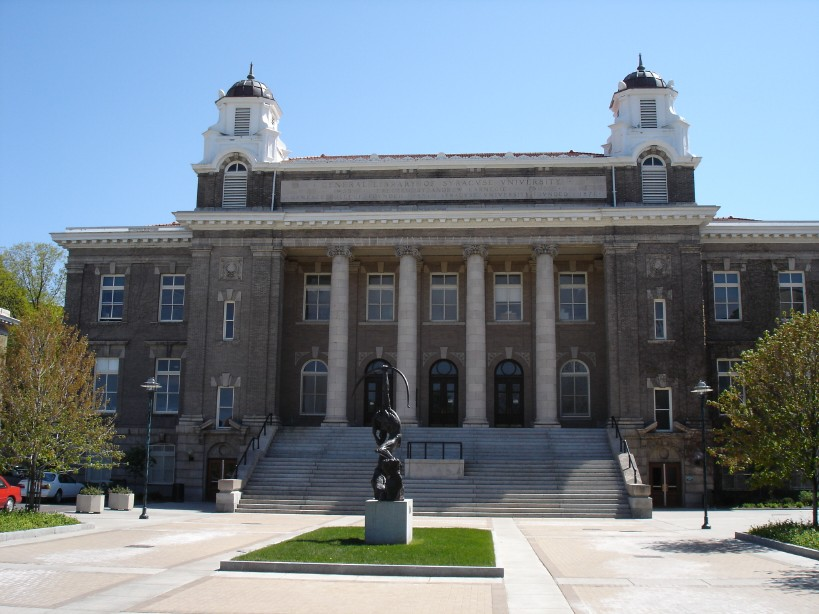
Carnegie Library

Syracuská univerzita (anglicky Syracuse University) je soukromá vysoká škola zaměřená na výzkum. Byla založena v roce 1870 a sídlí ve městě Syracuse v americkém státě New York.
Univerzita je zvláště známá díky výzkumu a výuce oborů: architektura, podnikatelství, informační technologie, tvůrčí psaní a veřejné záležitosti. Od roku 1966 je členem Asociace amerických univerzit (Association of American Universities).

## Sport
Sportovní týmy školy se nazývají Syracuse University Orange.

## Významné osobnosti
- Beau Biden – americký právník a politik
- Joe Biden – americký politik, bývalý viceprezident USA, od 20.1.2021. prezident USA
- Peter Falk – americký herec židovského původu
- William James – americký psycholog, jeden ze zakladatelů vědecké a empirické psychologie
- Frank Langella – americký herec italského původu
- Scott McCloud – kreslíř a propagátor komiksu coby uměleckého žánru
- Story Musgrave – americký astronaut
- Lou Reed – americký rockový zpěvák a kytarista
- Anthony Washington – americký atlet, mistr světa v hodu diskem